# Literaturjahr 1491
Liste der Literaturjahre

1490 | Literaturjahr 1491 | 1492 | 1493 | 1494 | 1495 | ► | ►►

Weitere Ereignisse

## Ereignisse

### Buchdruckerei

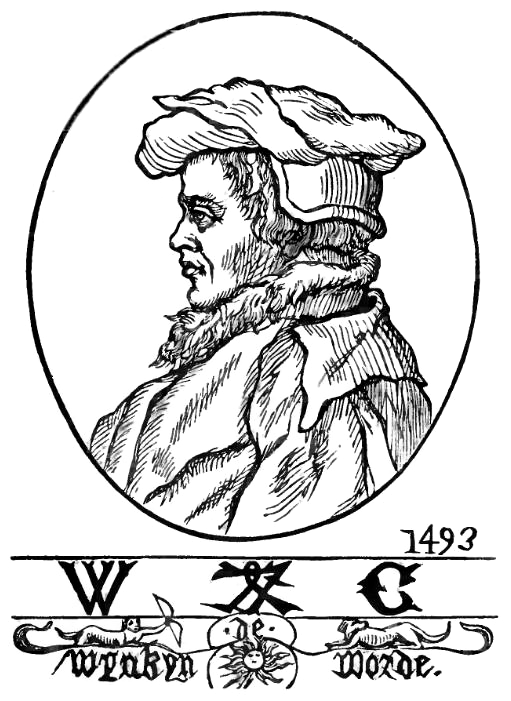
Porträt und Druckermarke von Wynkyn de Worde (1493)

- Frühjahr: Nach dem Tod des ersten englischen Buchdruckers William Caxton übernimmt sein Gehilfe Wynkyn de Worde die Leitung seiner Druckerei in Westminster.

### Geographie und Kartographie

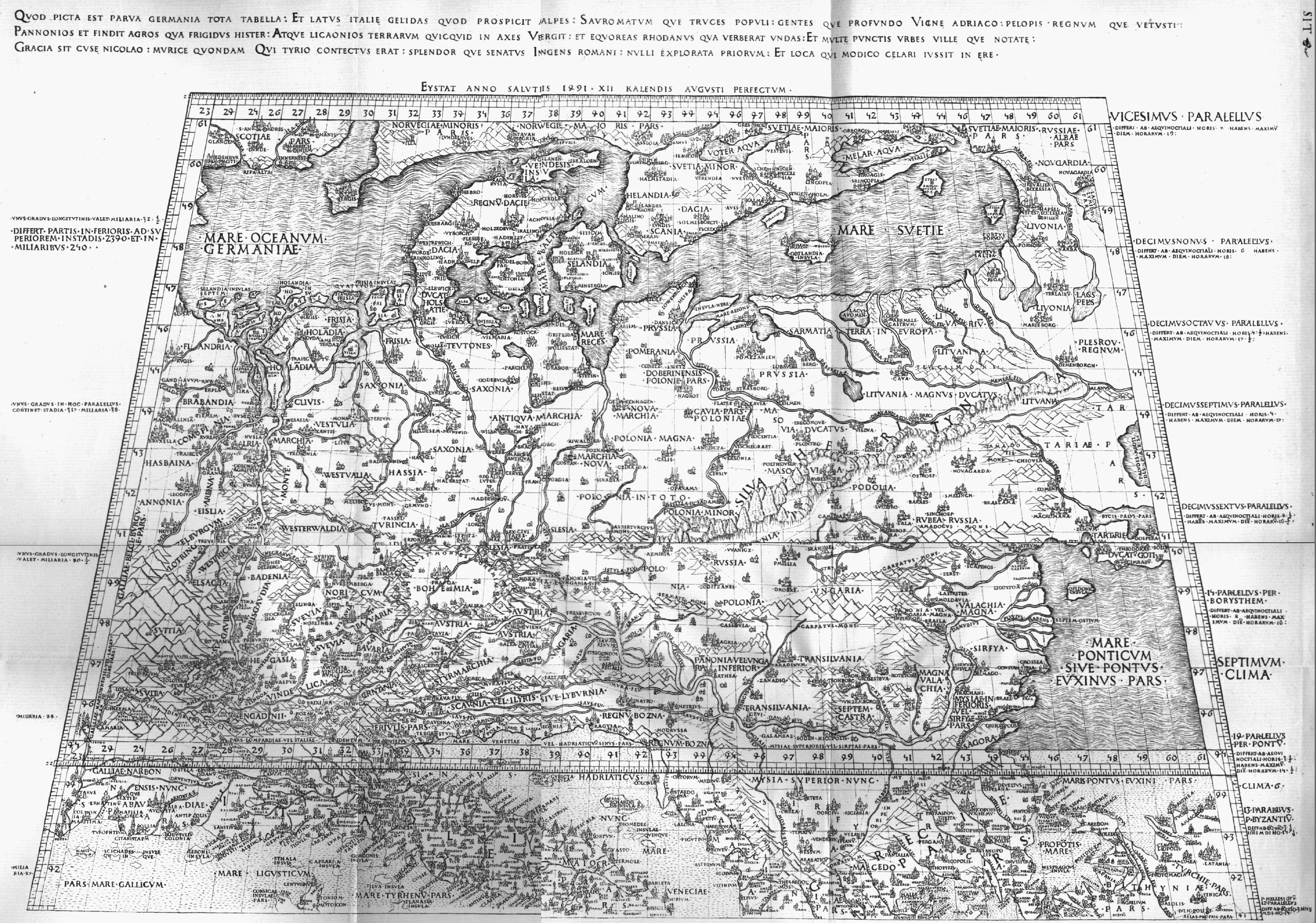
Eichstätter Ausgabe der Cusanus-Karte, 1491

- Die Cusanus-Karte von Mitteleuropa wird in ihrer Eichstätter Version erstmals gedruckt.

### Geschichte und Genealogie
- Der Buchdrucker Michael Furter druckt in Basel erstmals die von Ladislaus Sunthaym erstellte Genealogie der Babenberger, was letzteren als Genealogen und Historiker bekannt macht.
- Christiaen Snellaert druckt in Delft Die hystorie vanden grooten Coninck Alexander, ein Geschichtsbuch über Alexander den Großen. Es ist das erste Buch nichtreligiösen Inhalts, das in den Niederlanden veröffentlicht wird.

### Medizin und Naturwissenschaften
- 10. Januar: Der Gelehrte Petrus von Ravenna veröffentlicht sein Buch Phoenix, sive artificiosa memoria. Es bietet erstmals einem breiten Publikum eine effektive Methode, das Gedächtnis zu trainieren und gilt als erstes urheberrechtlich geschütztes Druckwerk.
- Das lateinische Kräuterbuch Hortus sanitatis erscheint erstmals, gedruckt in Mainz von Jacob Meydenbach.  - Titelblatt
  - Buch I, Kapitel 153. Caseus – Käse
  - Buch I, Kapitel 275. Manna
  - Buch I, Kapitel 277. Mandragora femine
  - Buch I, Kapitel 484. ..... Thus – Weihrauch
  - Buch I, Kapitel 510. Vinum – Wein

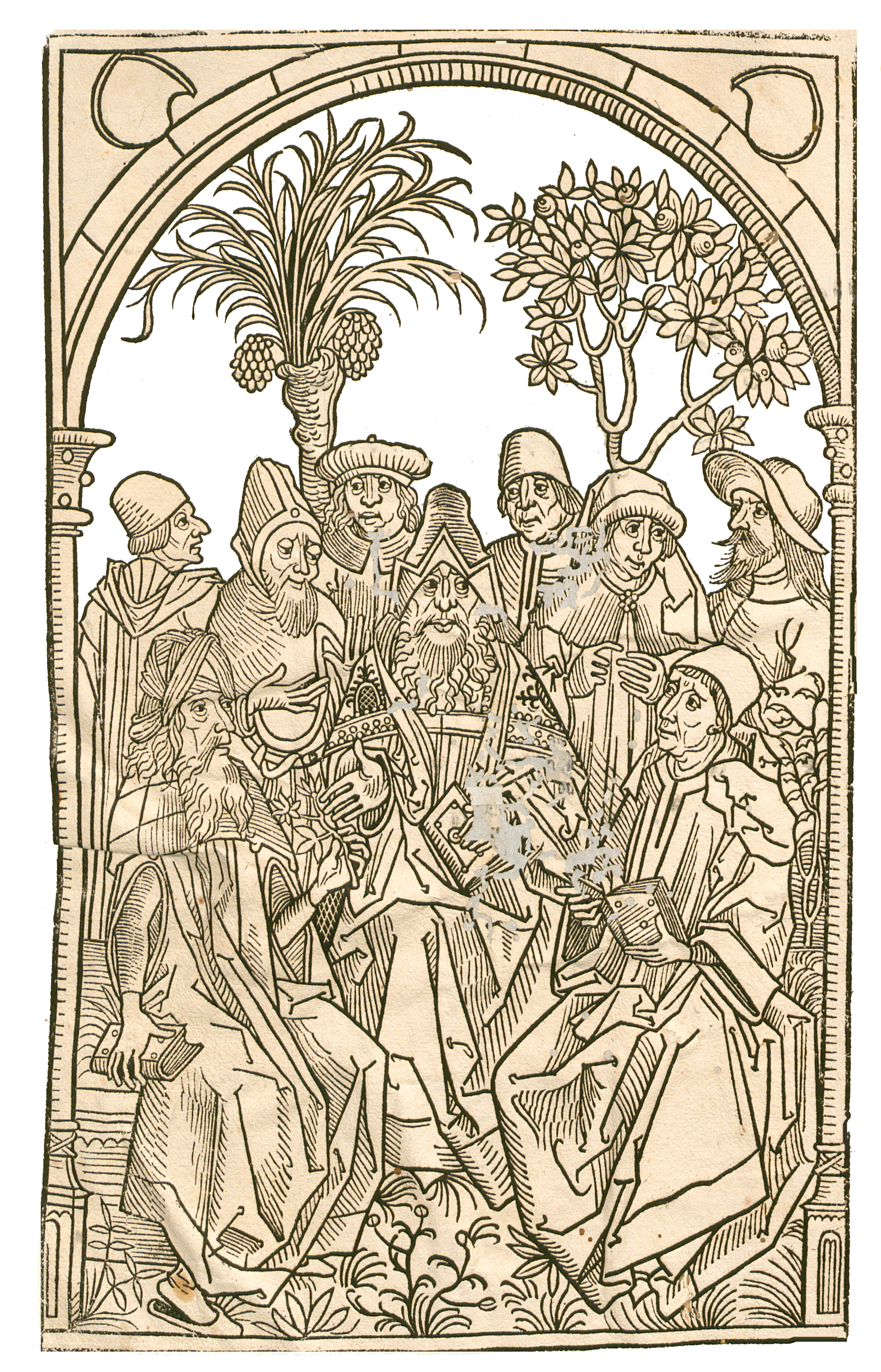
Titelblatt
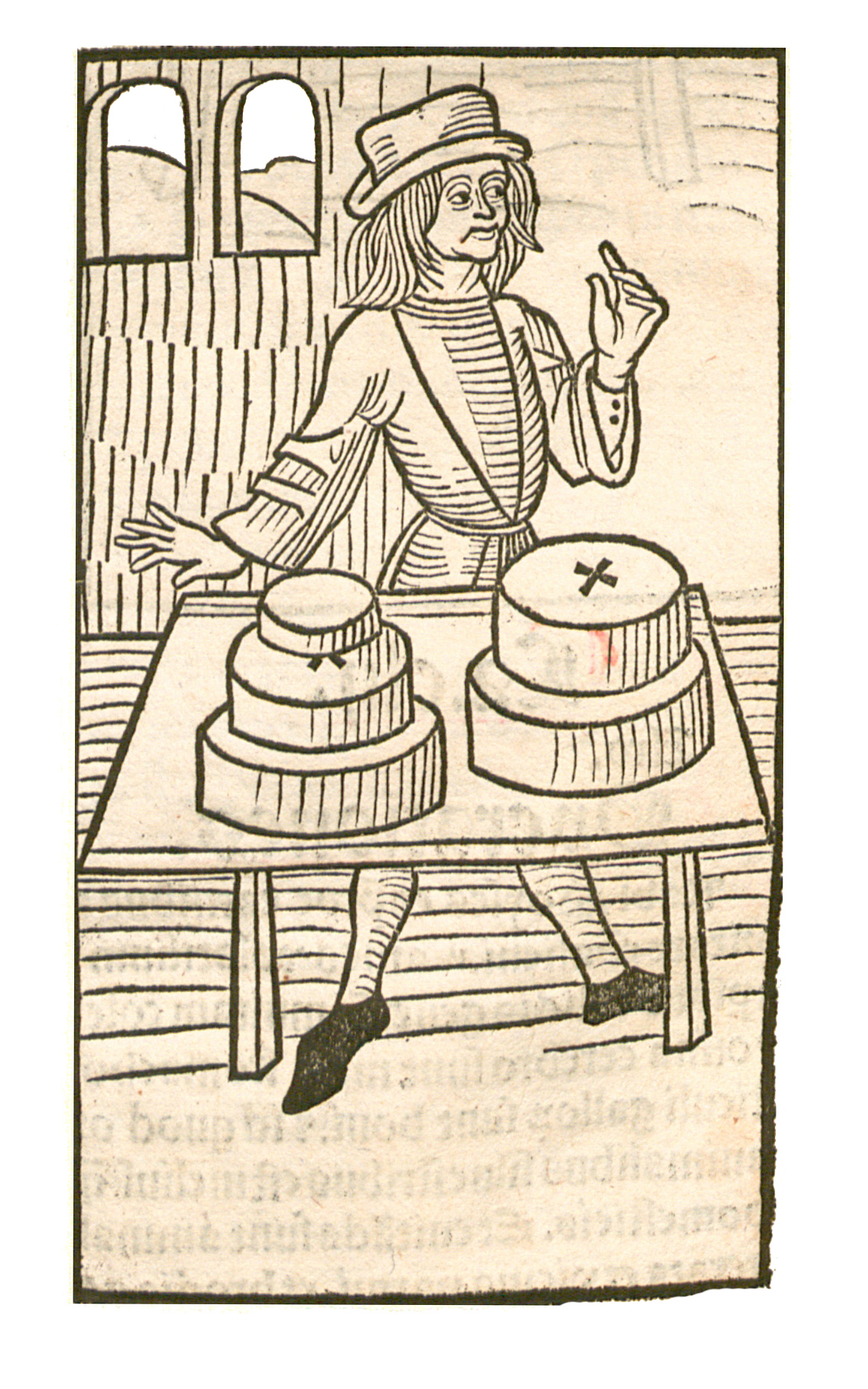
Buch I, Kapitel 153. Caseus – Käse
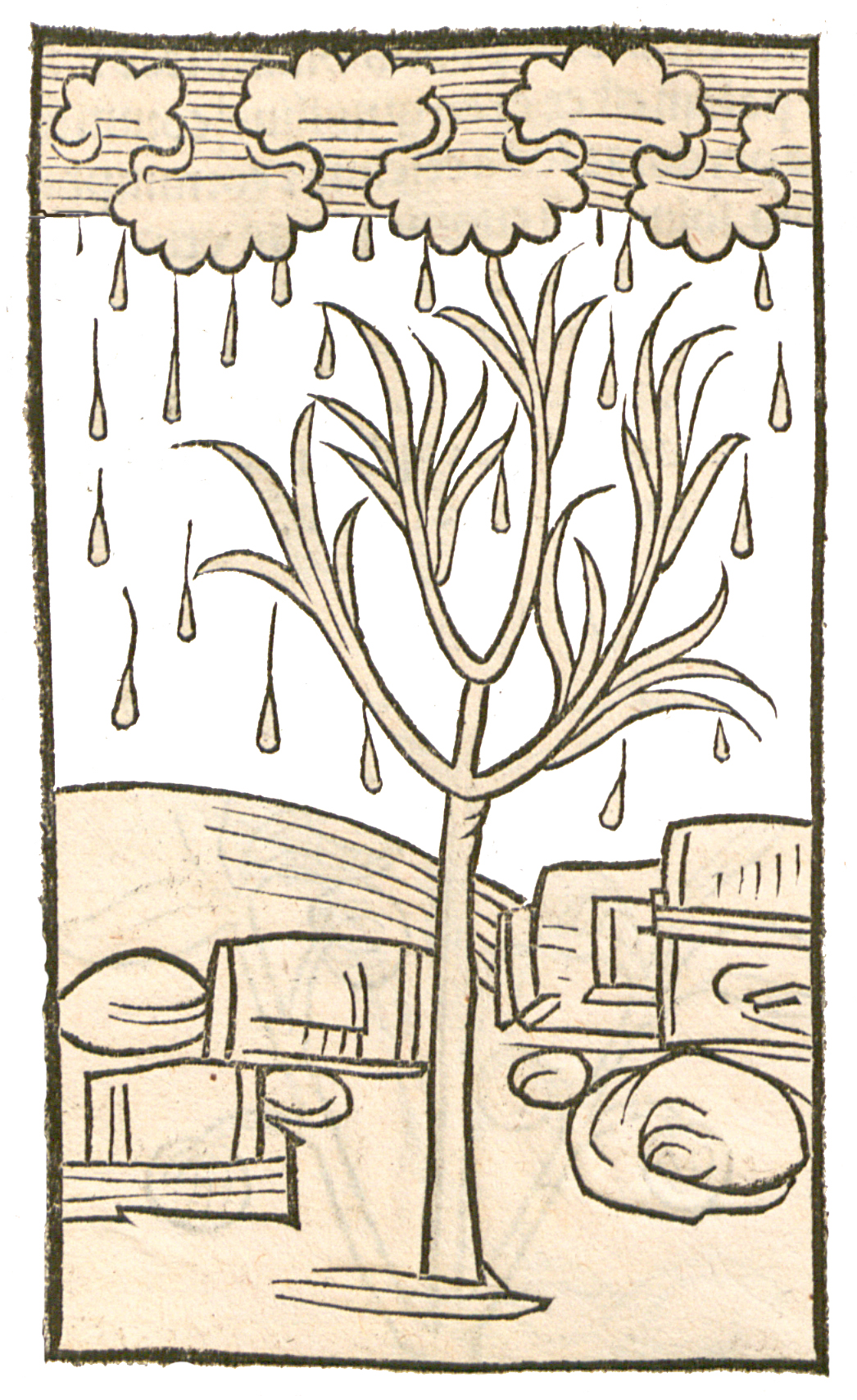
Buch I, Kapitel 275. Manna
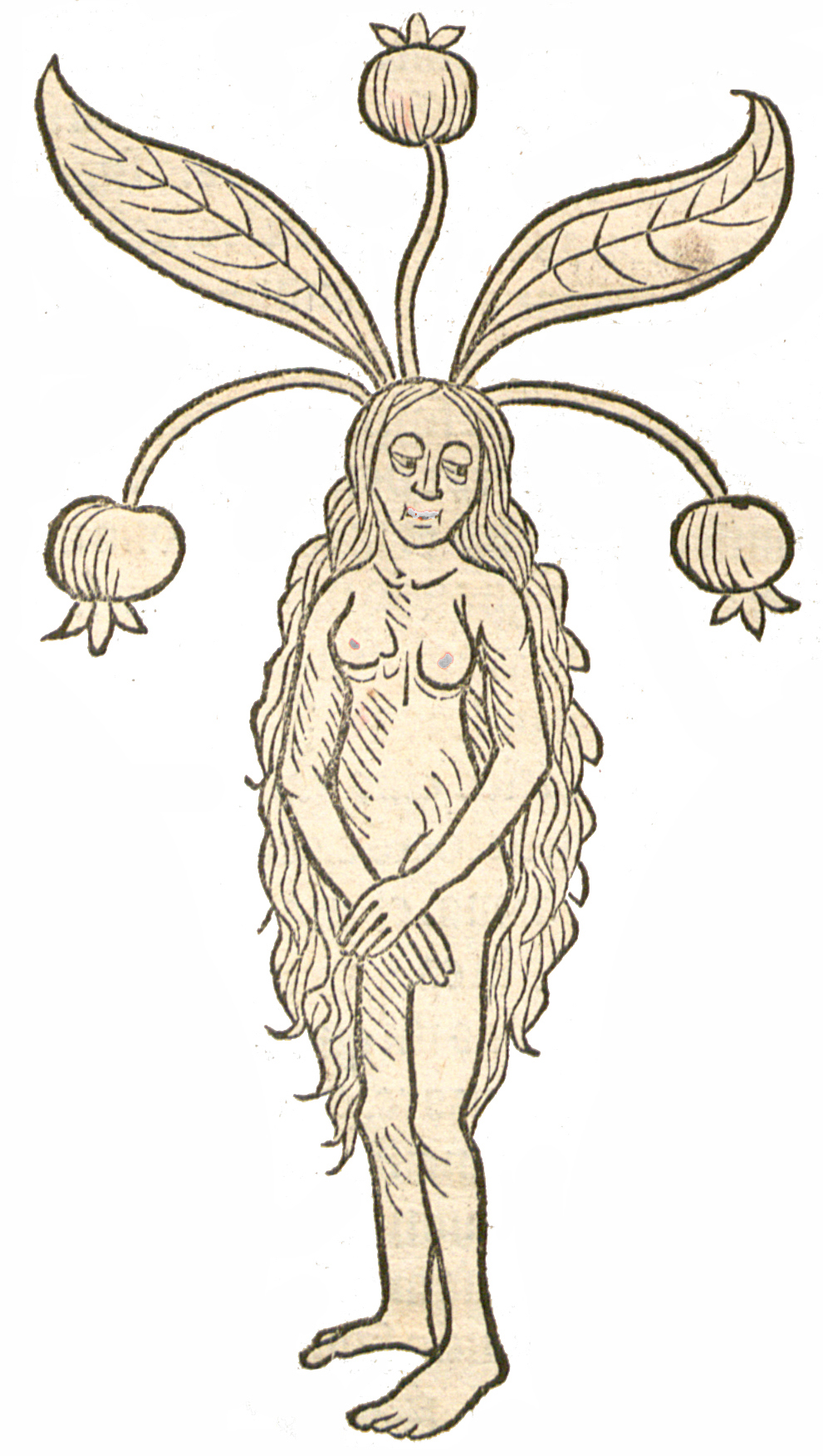
Buch I, Kapitel 277. Mandragora femine
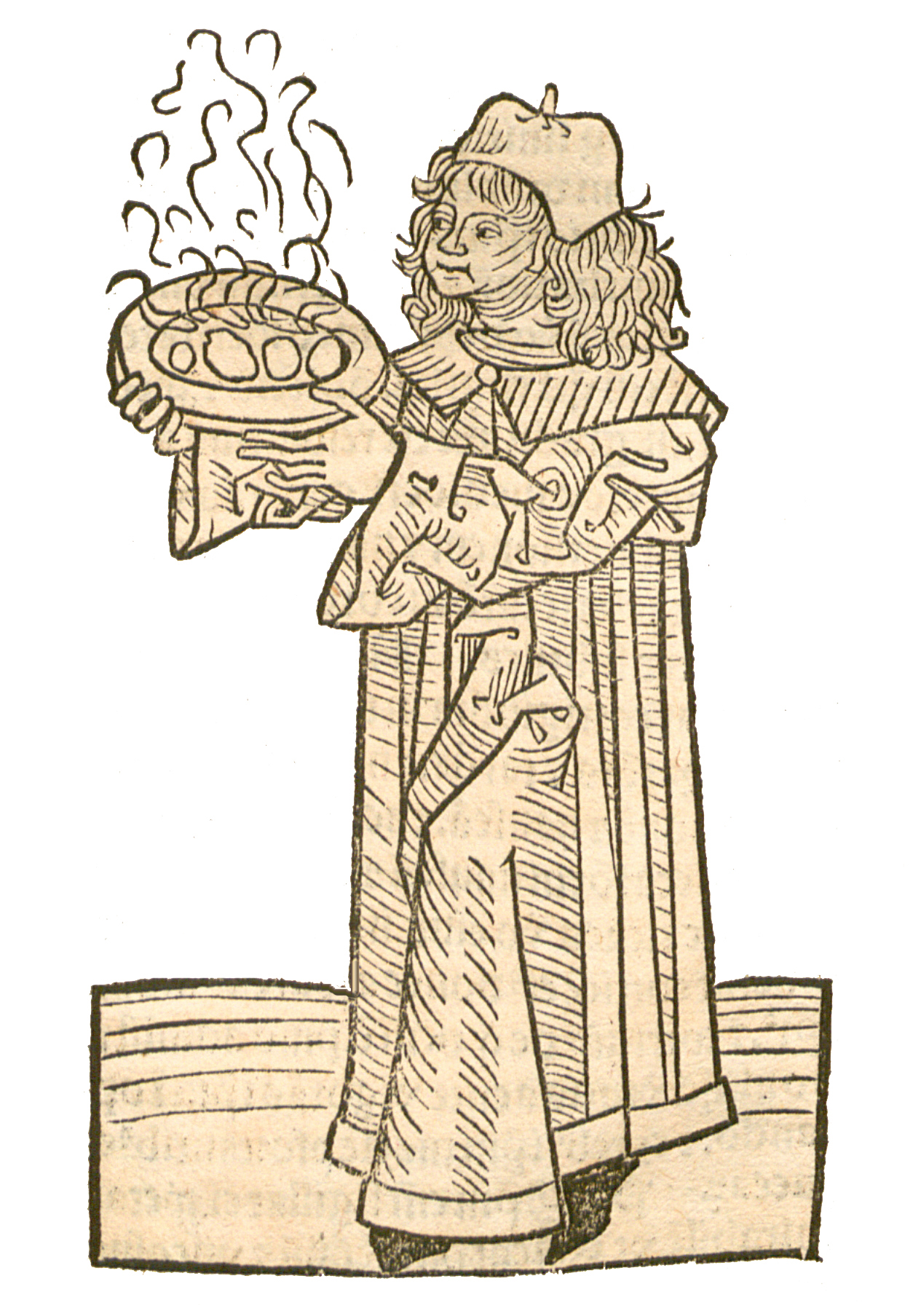
Buch I, Kapitel 484. ..... Thus – Weihrauch
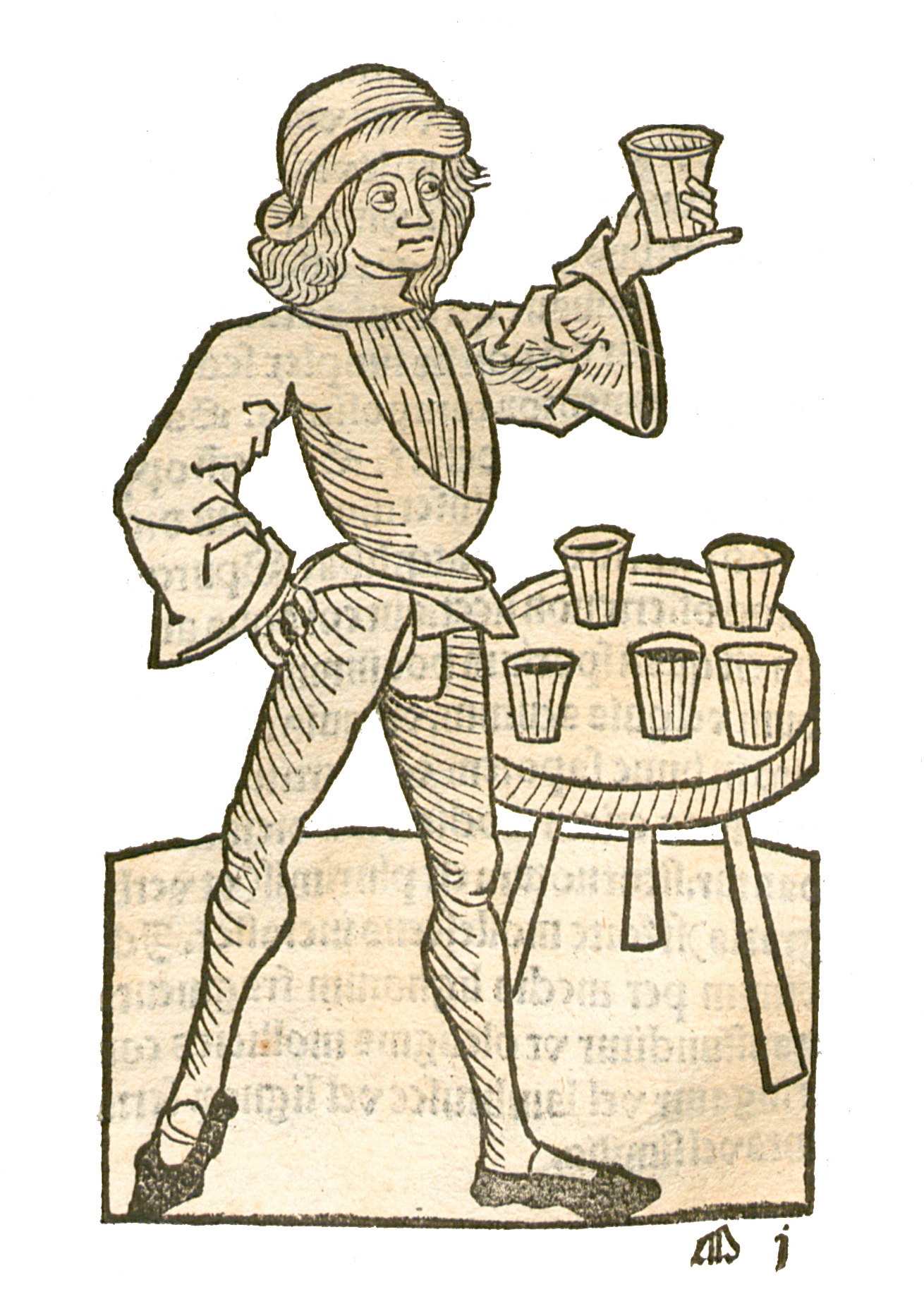
Buch I, Kapitel 510. Vinum – Wein

In Venedig wird die reichbebilderte medizinischen Textsammlung Fasciculus Medicinae veröffentlicht, die 1450 entstanden ist. Der Kompilator dieser Sammlung ist unbekannt. Falsch wurde sie dem Arzt Johannes Kellner von Kirchheim zugeschrieben. Das Werk gehört zu den ersten medizinischen Lehrbüchern mit fachbezogenen Abbildungen.

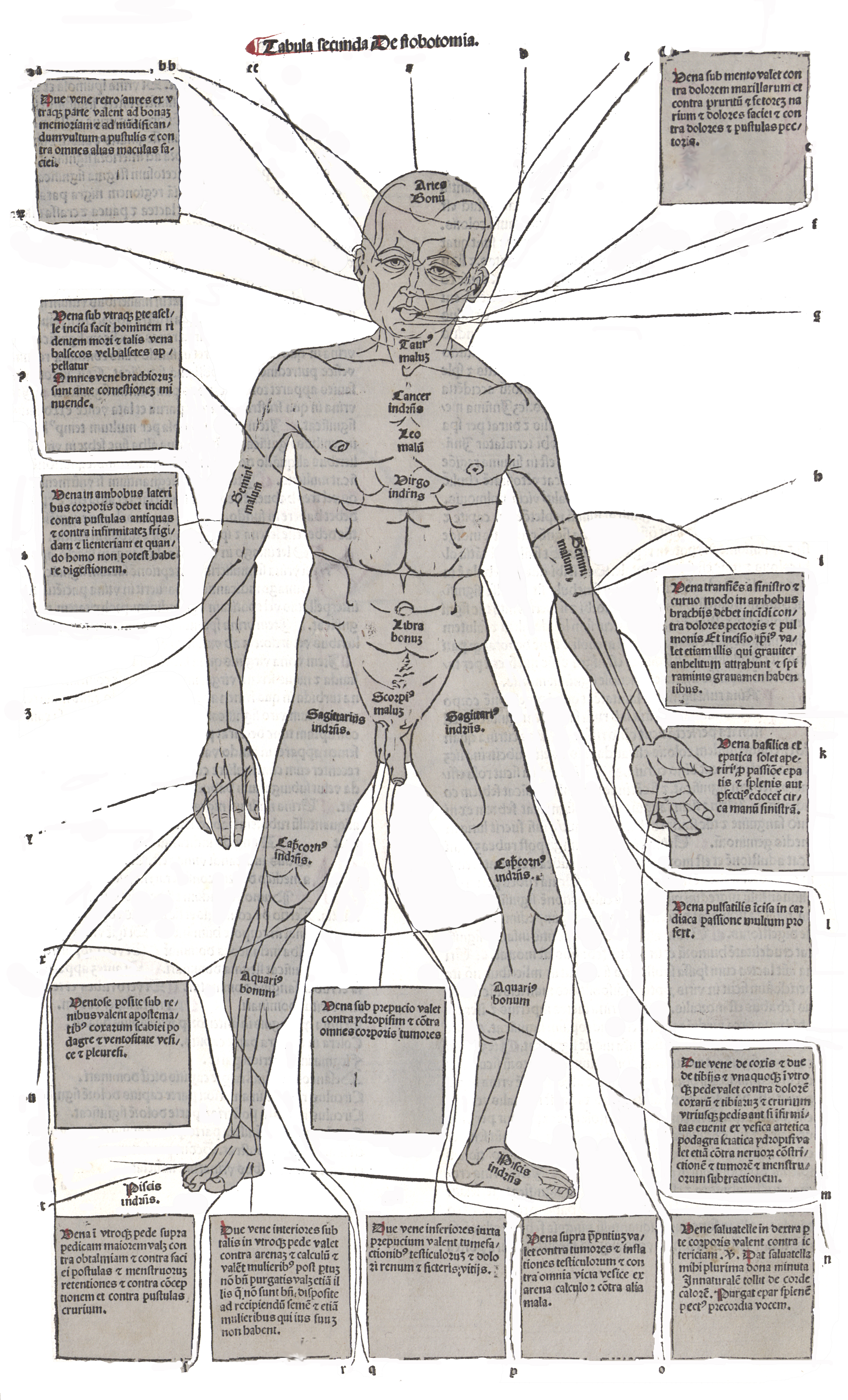
Abbildung eines Aderlassmannes
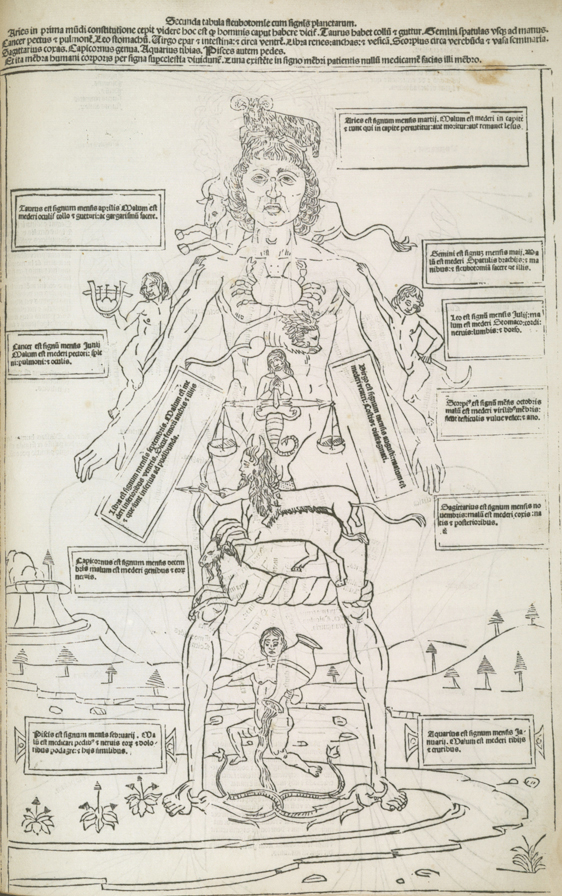
Abbildung eines Aderlassmannes mit Tierkreiszeichen
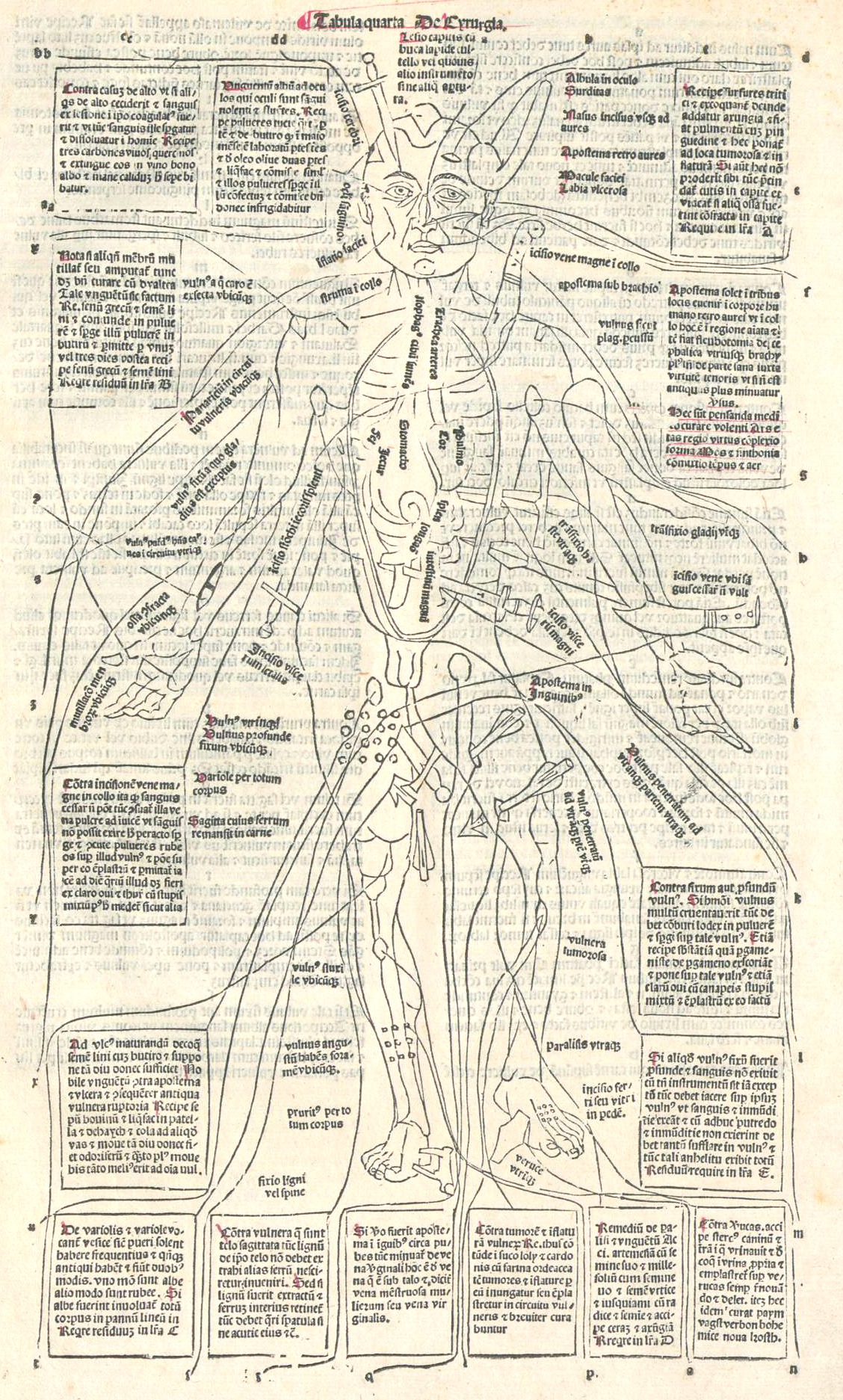
Abbildung eines Wundenmannes
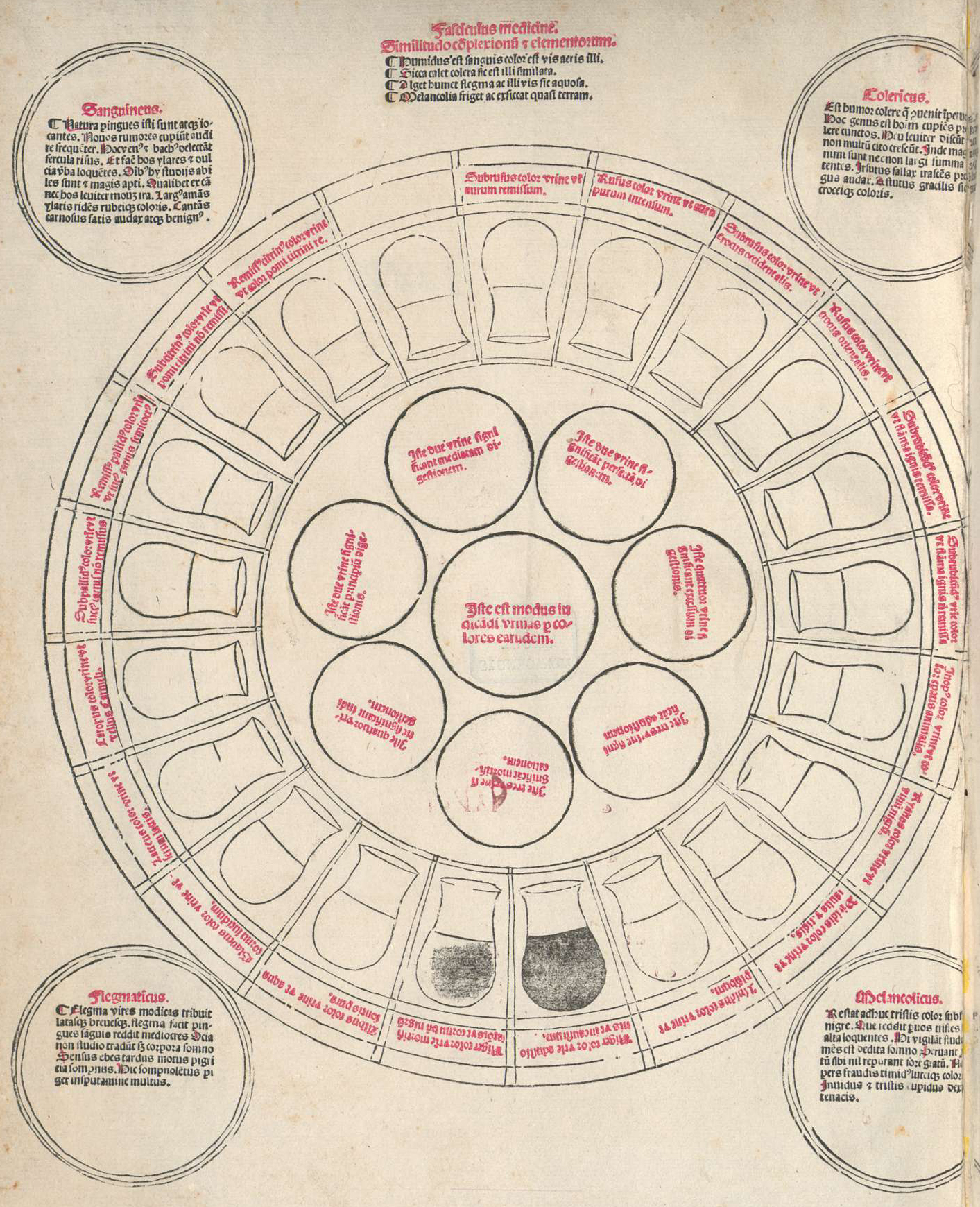
Abbildung einer Harnschautafel
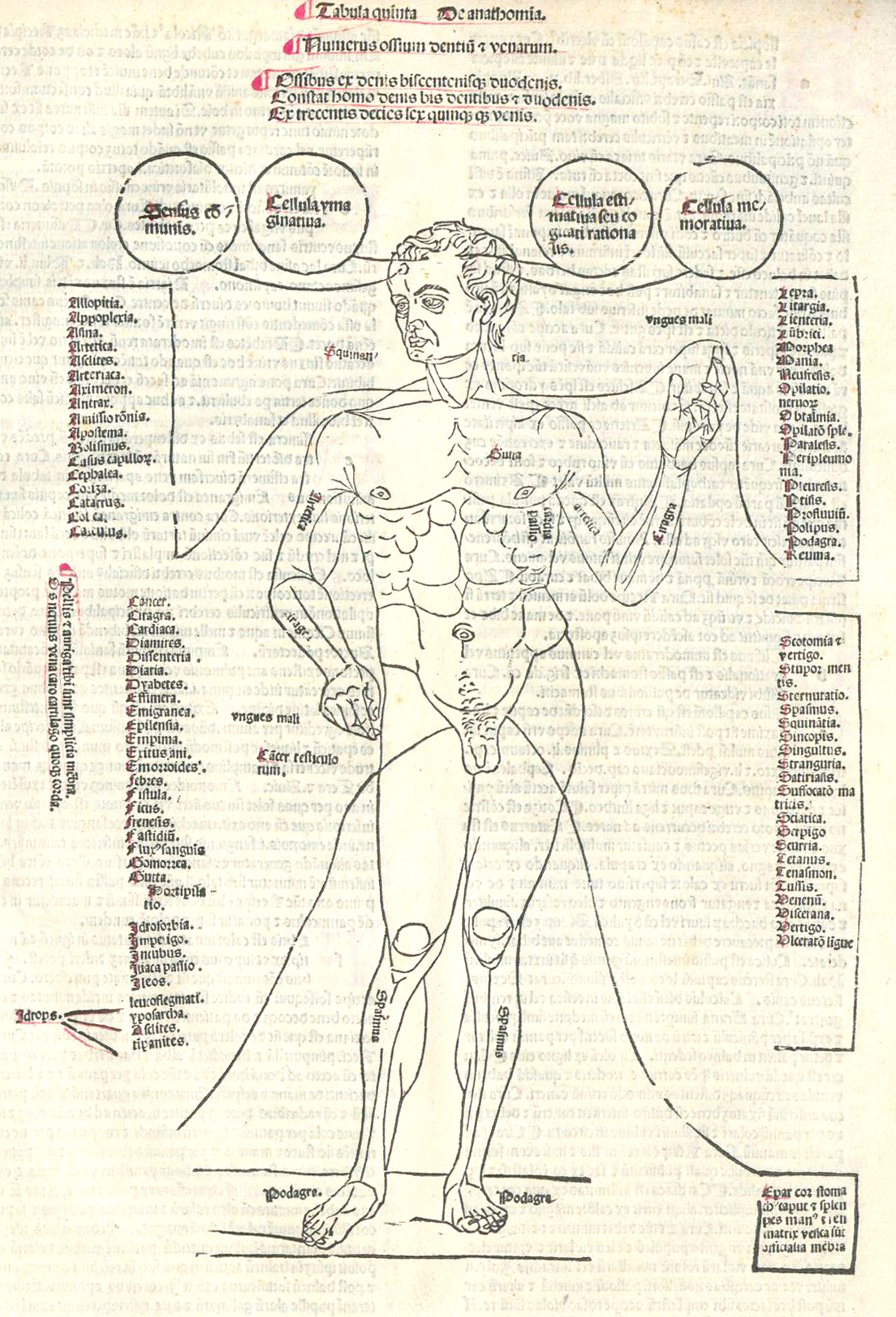
Abbildung der Anatomie eines Mannes
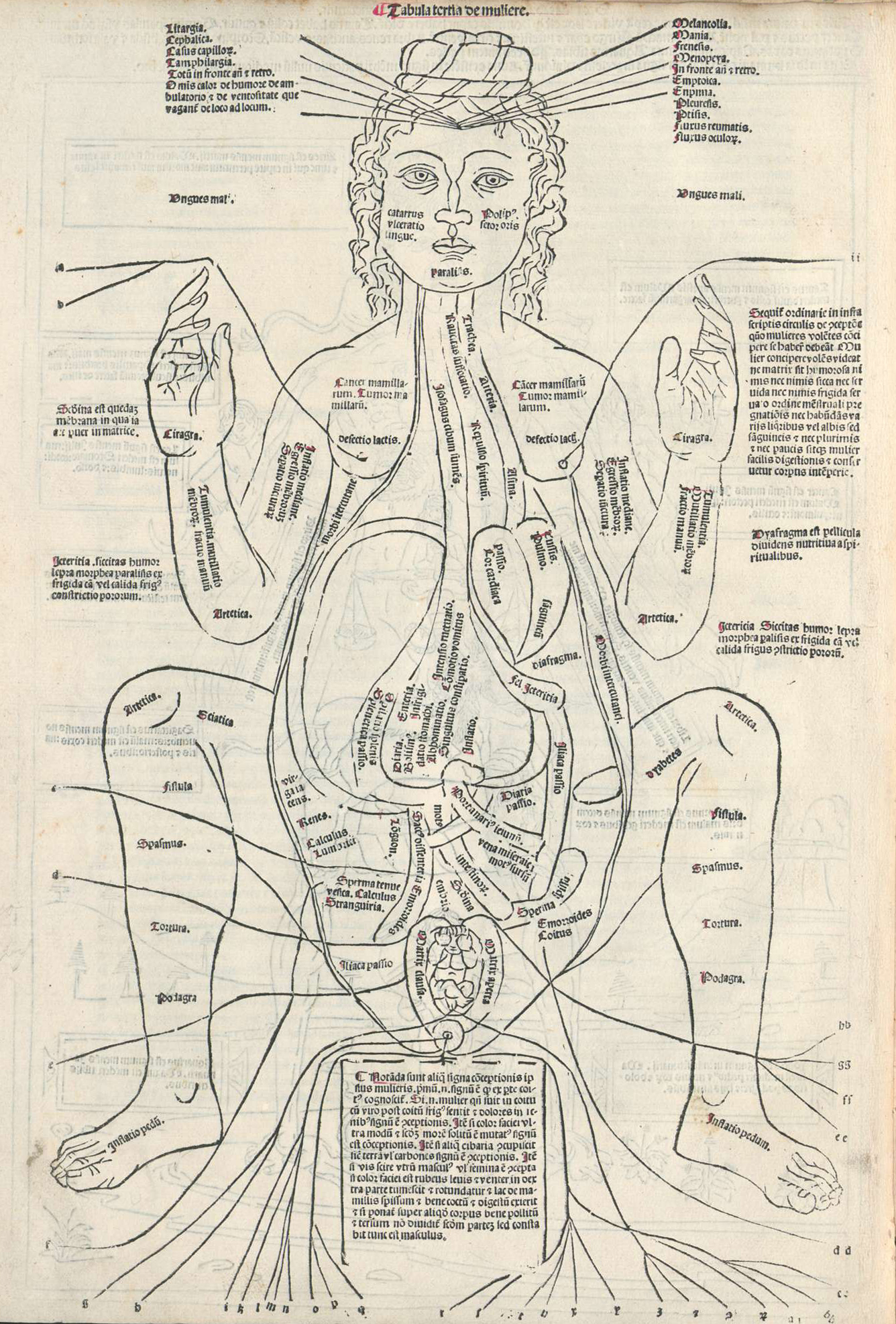
Abbildung der Anatomie einer Frau

1491 wird das Anatomiebuch Anathomia veröffentlicht.

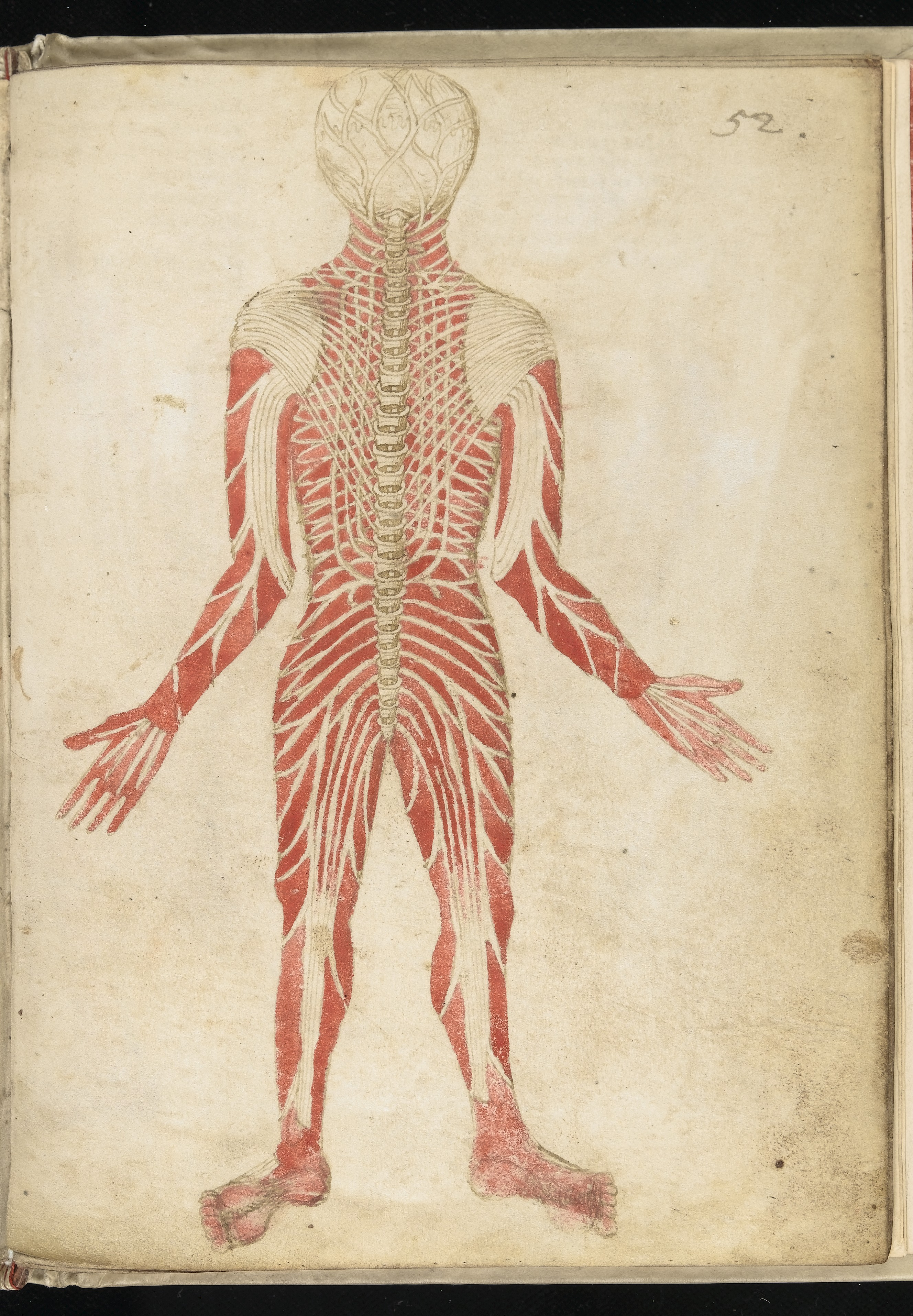
Abbildung der Muskeln und Wirbelsäule eines Mannes (Rückenansicht)
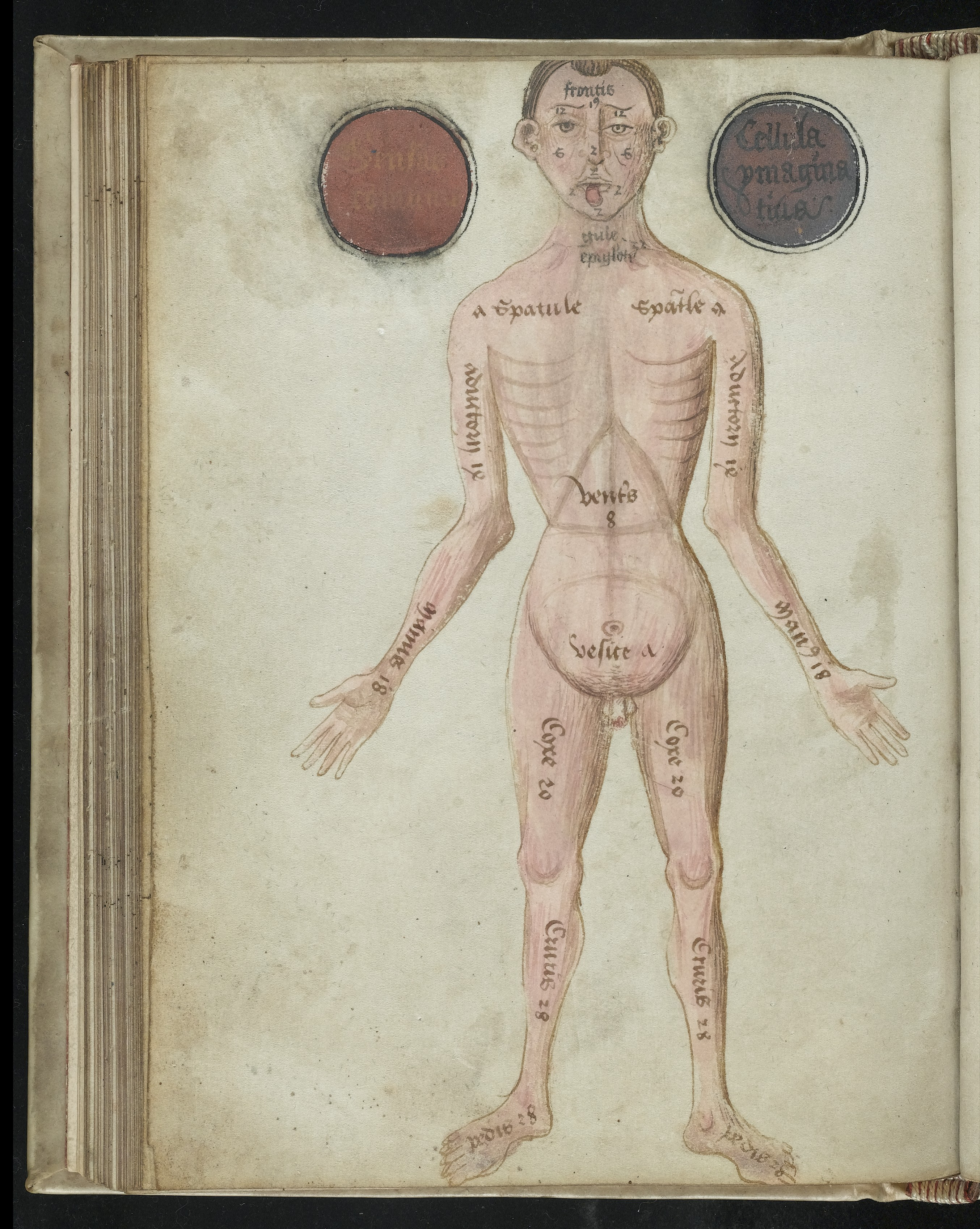
Abbildung einer nackten männlichen Figur (Vorderansicht)
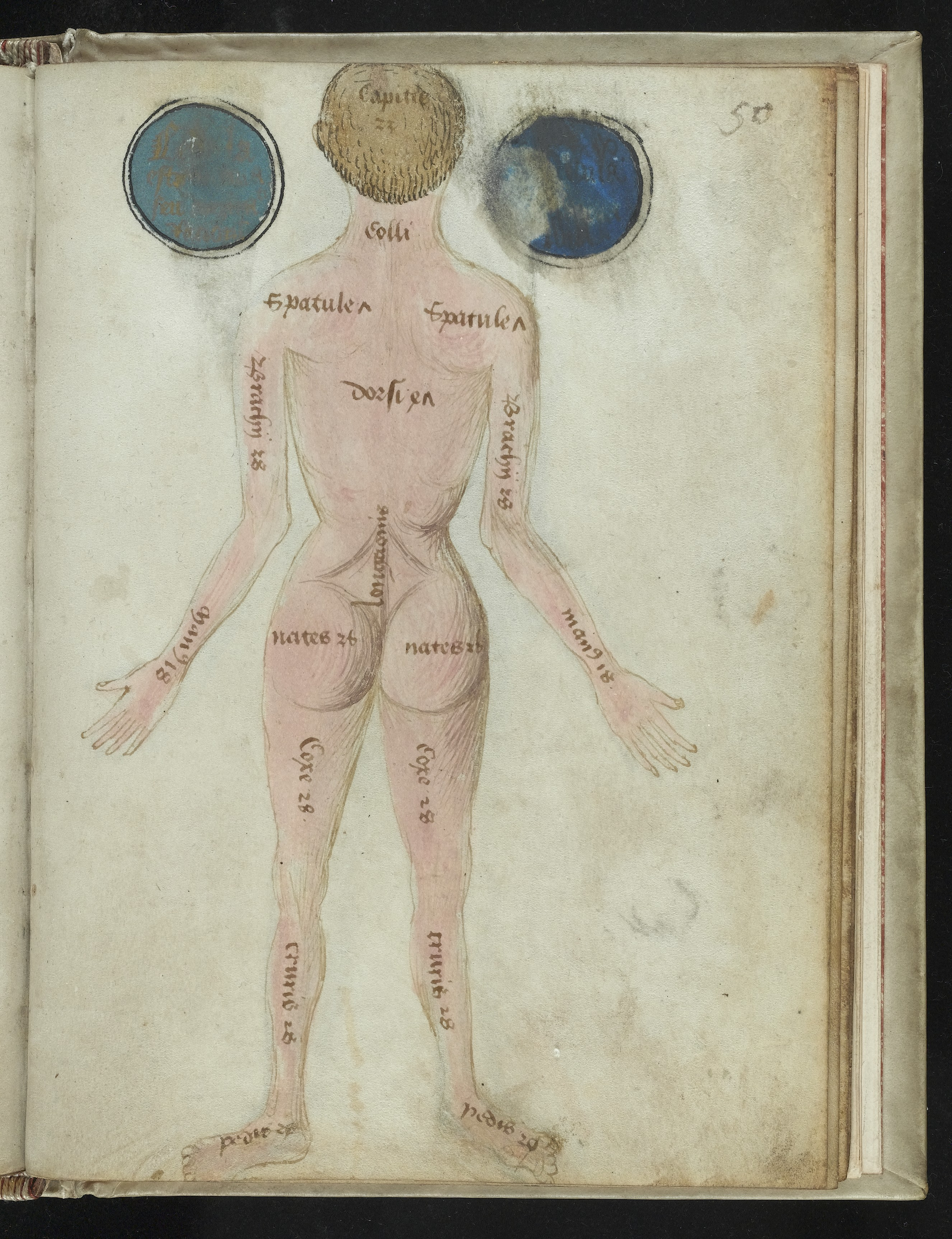
Abbildung einer nackten männlichen Figur (Rückenansicht)
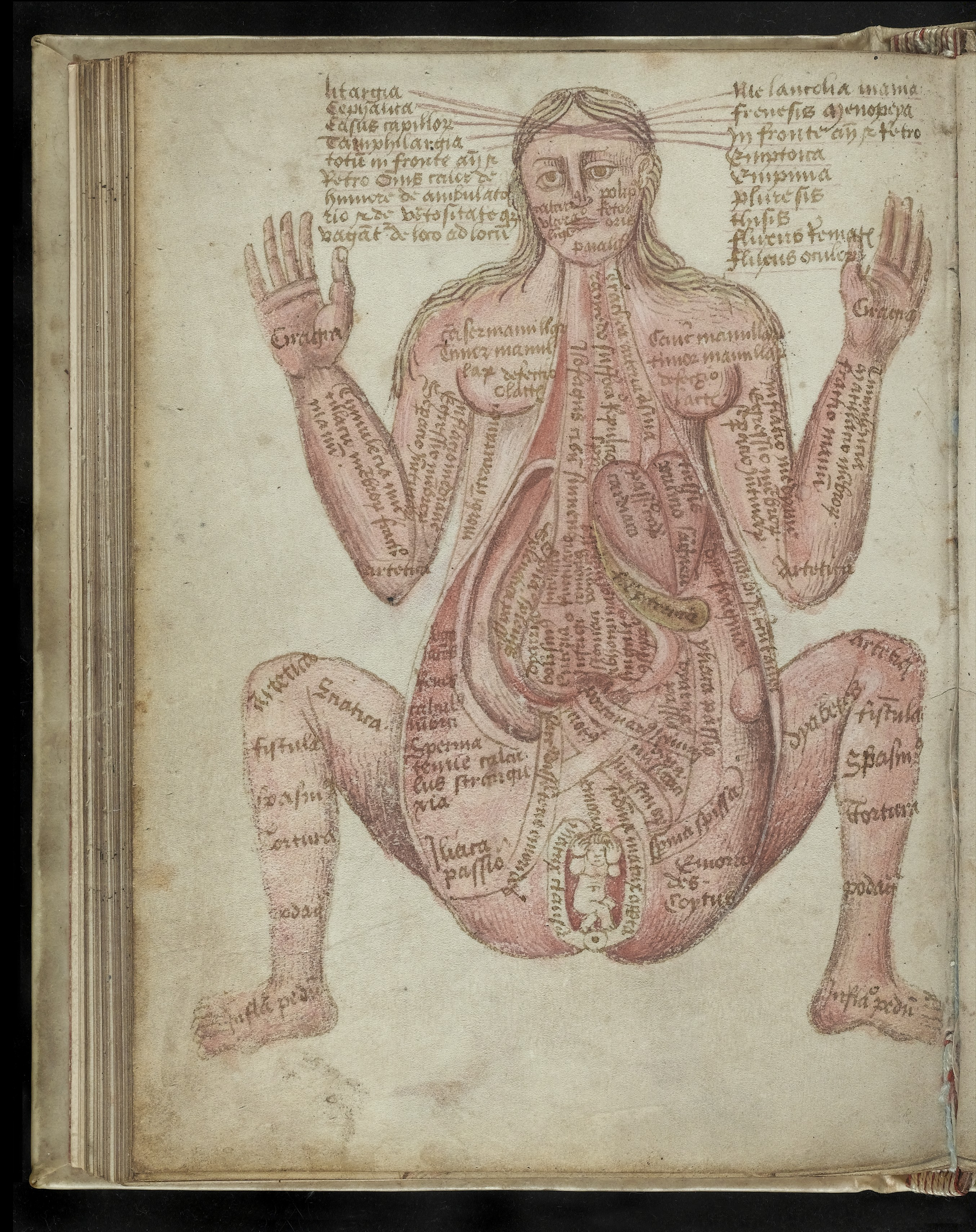
Abbildung einer schwangeren Frau
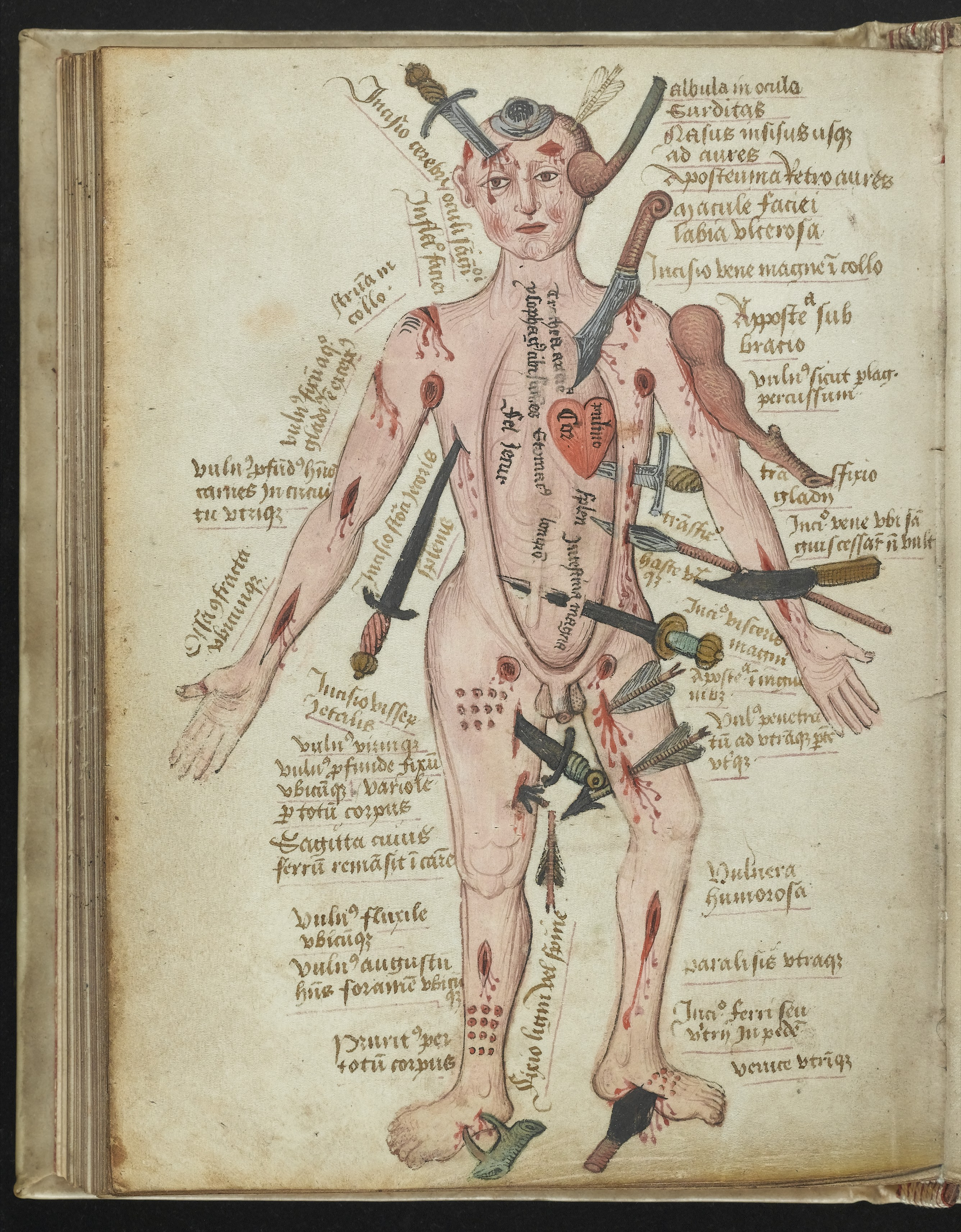
Abbildung eines Wundenmannes
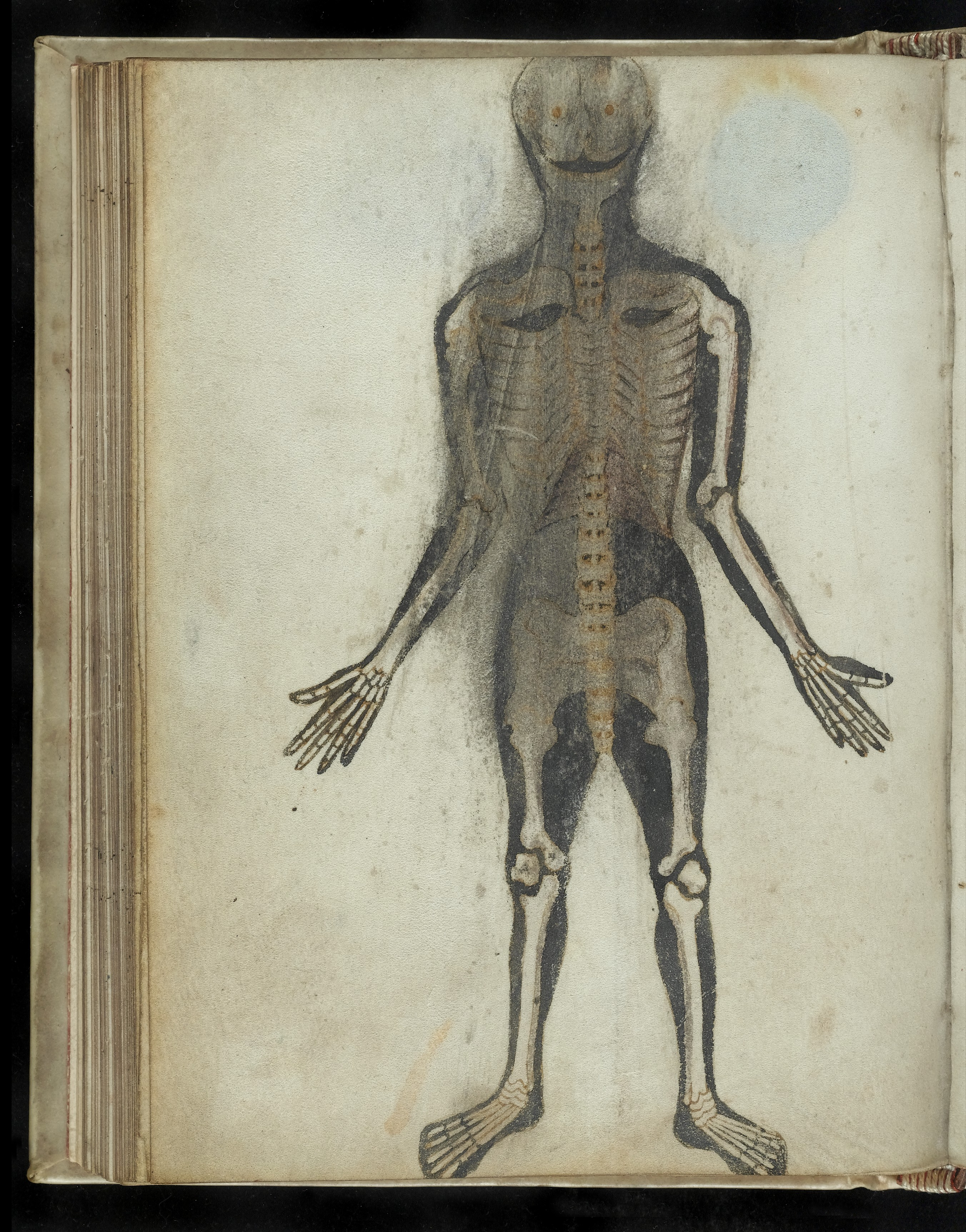
Abbildung des Skelett eines Mannes (Vorderansicht)

### Politik und Sozialwissenschaften
Der mittelniederdeutsche Chronist Hermann Bote setzt sich in der Staats- und Ständelehre Boek van veleme rade erstmals kritisch mit dem herrschenden Gesellschaftssystem auseinander.

## Geboren

### Geburtsdatum gesichert

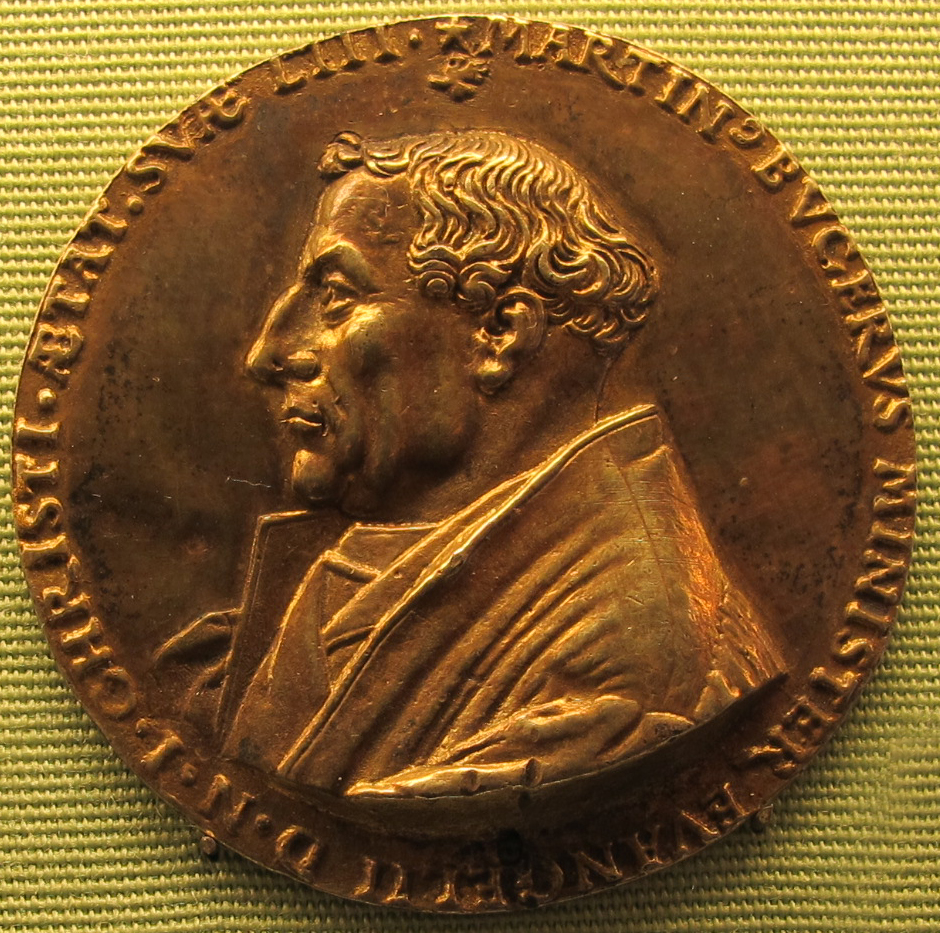
Martin Bucer; * 11. November

- 11. November: Martin Bucer, deutscher bedeutender Theologe der Reformation († 1551)

### Genaues Geburtsdatum unbekannt
- Alardus von Amsterdam, niederländischer humanistischer Gelehrter († 1544)
- Claude Baduel, Schweizer evangelischer Geistlicher und Hochschullehrer († 1561)
- Peter Becker, deutscher Theologe und Reformator († 1563)
- Teofilo Folengo, italienischer Mönch und Dichter († 1544)
- Johann Lachmann, deutscher Theologe und Reformator († 1538 od. 1539)

### Geboren um 1491
- Mellin de Saint-Gelais, französischer Dichter, Hofpoet Franz’ I. († 1558)

## Gestorben

### Todesdatum gesichert
- 10. August: Nikolaus von Kreuznach, deutscher Jurist, Theologe und Rektor der Universität Wien (* um 1430)

### Genaues Todesdatum unbekannt

William Caxton; † 1491

- Frühjahr: William Caxton, erster englischer Buchdrucker (* um 1422)

- Jöns Budde, Mönch und Übersetzer in Finnland (* um 1437)
- Alphonso de Spina, spanischer Franziskaner, katholischer Bischof und Autor (* unbekannt)